# Stacey Travis
Stacey Elaine Travis (* 29. August 1964 in Dallas, Texas) ist eine US-amerikanische Schauspielerin.

## Leben
Stacey besuchte die London Academy of Music and Dramatic Art und absolvierte sie im Bereich Film. Seit 1988 war sie in mehr als 70 Film- und Fernsehproduktionen zu sehen, häufig in kleineren Nebenrollen.
Stacey ist Mitglied der Echo Theatre Company. Mit ihrer Theatergruppe Huggermugger trat sie als Gräfin Orsina in Lessings Drama Emilia Galotti und in Victorien Sardous A Scrap of Paper auf.
Im Jahr 2000 spielte sie in einer kleineren Rolle in Traffic – Macht des Kartells die Freundin Helenas. In der Familie-Parker-Reihe spielt sie in A Christmas Story 2 Ralphies Mutter. 
Ihr älterer Bruder Greg Travis ist in Los Angeles ein bekannter Schauspieler und Comedian.

## Filmografie (Auswahl)
- 1988: Das Böse II (Phantasm II)
- 1988: Zebo, der Dritte aus der Sternenmitte (Earth Girls Are Easy)
- 1988: Dr. Hackenstein (Doctor Hackenstein)
- 1988: Träume des Wahnsinns (Deadly Dreams)
- 1989: Just Say Julie
- 1990: M.A.R.K. 13 – Hardware (Hardware)
- 1991: Ein Vermieter zum Knutschen (The Super)
- 1992: Picket Fences – Tatort Gartenzaun (Fernsehserie, eine Folge)
- 1993: Only the Strong
- 1993: Corman’s Dracula (Dracula Rising)
- 1994: Augenblicke des Todes (Caroline at Midnight)
- 1994: Attack of the 5 Ft. 2 Women
- 1994, 1997: Highlander (Fernsehserie, drei Folgen)
- 1995: Das Terrorprojekt (Suspect Device)
- 1995: Seinfeld (Fernsehserie, eine Folge)
- 1995: Dream On (Fernsehserie, eine Folge)
- 1996: The Naked Truth (Fernsehserie, eine Folge)
- 1996: Chicago Hope – Endstation Hoffnung (Fernsehserie, eine Folge)
- 1997: Liebe aus zweiter Hand (The Only Thrill)
- 1997: Verrückt nach dir (Fernsehserie, eine Folge)
- 1997: Superman – Die Abenteuer von Lois & Clark (Fernsehserie, eine Folge)
- 1997: Playing God
- 1997–1998: Emergency Room – Die Notaufnahme (Fernsehserie, zwei Folgen)
- 1998: Love Boat: The Next Wave (Fernsehserie, eine Folge)
- 1998: Diagnose: Mord (Fernsehserie, eine Folge)
- 1999: Fantasy Island (Fernsehserie, eine Folge)
- 1999: Ein Hauch von Himmel (Fernsehserie, eine Folge)
- 1999: JAG – Im Auftrag der Ehre (Fernsehserie, eine Folge)
- 1999: Mystery Men
- 1999: Die Muse (The Muse)
- 2000: Good Vibrations – Sex vom anderen Stern
- 2000: Destination Impact (Submerged)
- 2000: Traffic – Die Macht des Kartells
- 2001: Nash Bridges (Fernsehserie, eine Folge)
- 2001: Heartbreakers – Achtung: Scharfe Kurven! (Heartbreakers)
- 2001: Ghost World
- 2001: Banditen!
- 2001: Dharma & Greg
- 2002: Immer wieder Jim
- 2002: Practice – Die Anwälte
- 2002: Paranormal Girl
- 2003: Two Days
- 2003: Strong Medicine: Zwei Ärztinnen wie Feuer und Eis
- 2003: Ein (un)möglicher Härtefall (Intolerable Cruelty)
- 2003: Eine himmlische Familie (Fernsehserie, eine Folge)
- 2004, 2007: Desperate Housewives (Fernsehserie, drei Folgen)
- 2004: Frasier (Fernsehserie, eine Folge)
- 2004: Two and a Half Men (Fernsehserie, eine Folge)
- 2004: Angel – Jäger der Finsternis (Fernsehserie, zwei Folgen)
- 2004: Soul Plane
- 2004: Sleep Easy, Hutch Rimes
- 2005: CSI: NY (Fernsehserie, eine Folge)
- 2005: Venom – Biss der Teufelsschlangen (Venom)
- 2005: CSI: Miami (Fernsehserie, eine Folge)
- 2005: Dick und Jane (Dick and Jane)
- 2006: A House Divided
- 2006: Art School Confidential
- 2006: Reba (Fernsehserie, eine Folge)
- 2006: The Mikes
- 2006: Hollis & Rae
- 2007: Boston Legal (Fernsehserie, eine Folge)
- 2007: Entourage (Fernsehserie, eine Folge)
- 2007: Private Practice (Fernsehserie, eine Folge)
- 2008: The Great Buck Howard
- 2008: The Riches
- 2008: Life (Fernsehserie, eine Folge)
- 2009: Men of a Certain Age
- 2010: Sons of Tucson (Fernsehserie, eine Folge)
- 2010: Meine Schwester Charlie (Fernsehserie, eine Folge)
- 2010: Einfach zu haben
- 2010: The League (Fernsehserie, eine Folge)
- 2011: Son of Morning
- 2011: Satin
- 2011: The Big Bang Theory (Fernsehserie, eine Folge)
- 2012: Modern Family (Fernsehserie, eine Folge)
- 2012: A Christmas Story 2
- 2013: Kroll Show (Fernsehserie, eine Folge)
- 2013: Deep Dark Canyon
- 2013: Random Encounters
- 2013–2014: Betas (Fernsehserie)
- 2021: The Manor